# Kimiya Yui
Kimiya Yui (Kawakami, 30 de janeiro de 1970) é um astronauta japonês.
Formado pela Academia Nacional de Defesa do Japão em 1992, ele alistou-se na Força Aérea e tornou-se piloto de testes de jatos F-16. Trabalhando posteriormente em  planejamento de Defesa com a patente de tenente-coronel, foi selecionado para o curso de astronautas da JAXA, a agência espacial japonesa. Como nenhum astronauta japonês pode ter ligações com as Forças Armadas do país, de acordo com a política oficial do governo japonês que separa o campo científico civil do campo militar,  Yui foi obrigado a passar para a reserva para poder se tornar efetivo e qualificado como astronauta da agência espacial, sendo o primeiro deles com raízes nas Forças Armadas. Em 2012 ele tornou-se membro ativo do projeto NEEMO, programa da NASA dedicado ao estudo da sobrevivência humana no laboratório submarino Aquarius, para preparação de tripulações para futuras explorações espaciais, passando 11 dias submerso.
Foi ao espaço em 22 de julho de 2015, integrando a tripulação da nave russa Soyuz TMA-17M, para uma missão de longa duração de cerca de cinco meses a bordo da Estação Espacial Internacional, participando das Expedições 44 e 45.  Retornou em 11 de dezembro depois de passar 142 dias em órbita.